# 24. oktober
24. oktober er dag 297 i året i den gregorianske kalender (dag 298 i skudår). Der er 68 dage tilbage af året.
Proclus dag. Der findes flere helgener med dette navn, men ingen har festdag den 24.
Første dag i Skorpionens tegn. Latin: Scorpio.
Det er FN-dag, og i hele Norden er det officiel flagdag for stiftelsen af FN.

### Begivenheder
Født - Dødsfald
- 1634 - Kong Christian den 4. udsteder forbud mod at anføre spådomme om "krig, orlog, dyrtid, pestilence og anden Guds straf,” i almanakker.
- 1648 - Den Westfalske fred underskrives og markerer afslutningen på Trediveårskrigen.
- 1851 - William Lassell opdager Uranus-månerne Ariel og Umbriel.
- 1857 - Sheffield F.C. grundlægges som verdens første fodboldklub.
- 1892 - Københavns Fodsports-Forening, ændret til Københavns Idræts Forening i 1914, grundlægges som Danmarks første atletik forening.
- 1909 - Efter at regeringen er væltet ved et mistillidsvotum, beder kong Frederik 8. Carl Theodor Zahle danne regering – den første radikale regering i Danmark. Den radikale regering foreslår straks en rigsretssag mod tidligere konseilspræsident J. C. Christensen og tidligere indenrigsminister Sigurd Berg for Alberti-skandalen.
- 1929 - Sorte tirsdag: Børsen på Wall Street i New York krakker, da kurserne pludseligt og dramatisk begynder at styrtdykke. I løbet af de næste få uger mister de børsnoterede aktier 40% af deres værdi. Alt i alt medfører det et kurstab på 26 milliarder dollars. Over 1.500 amerikanske banker standser betalingerne som følge af krakket. Mange aktionærer mister hele deres opsparing, og adskillige forretningsfolk begår selvmord som følge af krakket.
- 1945 - De statutter, der tidligere på året var udformet på en konference i San Francisco som gældende for FN, træder i kraft. FN var blevet forberedt af De Allierede under 2. verdenskrig med det formål at bevare verdensfreden og styrke det internationale samarbejde. Dagen kaldes også “FN Dag”.
- 1950 - Kina invaderer Tibet for at sætte magt bag deres krav på regionen, hvilket medfører en gradvis tiltagende flugt af tibetanere til Indien.
- 1952 - Besættelsestidens sukkerrationering i Danmark bliver ophævet.
- 1964 - Zambia opnår selvstændighed og fejrer fremover nationaldag denne dag.
- 1979 - Den ugandiske bokser Ayub Kalule bliver verdensmester i boksning i letmellemvægt, da han pointbesejrer japaneren Kudo i Japan.
- 1982 - En brandmand omkommer og flere såres af en røggas-eksplosion under slukningsarbejde på stearinlysfabrikken Asp-Holmblad i Helsingør.
- 1988 - Ved en færgeulykke i Filippinerne omkommer omkring 500, da færgen Dona Marilyn rammes af en tyfon og synker.
- 1995 - En total solformørkelse kan beses i Iran, Indien, Thailand og andre lande i det sydøstlige Asien.
- 1996 - Et flertal i Folketinget går ind for et forlig om DSB, der indebærer at den tidligere etat opdeles i et driftselskab og et baneselskab. (Banestyrelsen)
- 2003 - Det supersoniske passagerfly Concorde flyver sin sidste kommercielle flyvning.
- 2005 - Omkring en tredjedel af de 150 taxiholdepladser i Københavns Lufthavn nedlægges.
- 2006 - Den 18. udgave af Højskolesangbogen med omkring 700 fællessange udkommer. I forhold til den tidligere udgave indeholder den nye 100 nye sange til videreudvikling af den danske fællessangstradition.
- 2007 - Statsminister Anders Fogh Rasmussen udskriver folketingsvalg til afholdelse 13. november.
- 2023 - Jonas Vingegaard modtager cykelsportsprisen Vélo d'Or som den første dansker i historien.

### Født
- 1870 - Hans Brix, dansk litteraturforsker og -kritiker (død 1961).
- 1894 - Laurits Hansen, dansk politiker, minister og forbundsformand (død 1965).
- 1915 - Bob Kane, amerikansk tegneserietegner (død 1998).
- 1921 - Sena Jurinac, østrigsk operasanger (død 2011).
- 1932 - Stephen Covey, amerikansk forfatter (død 2012).
- 1936 - Bill Wyman, engelsk guitarist og sanger.
- 1936   - Ejgil W. Rasmussen, dansk borgmester og tidl. formand for KL.
- 1946 - Pernille Grumme, dansk skuespillerinde.
- 1946 - Thorkild Thyrring, dansk racerkører.
- 1947 - Kevin Kline, amerikansk skuespiller.
- 1951   - Tamra Rosanes, amerikansk-født, dansk musiker.
- 1963 - Søren Fauli, dansk filminstruktør.
- 1964 - Serhat, tyrkisk sanger, producer og tv-vært.
- 1966 - Roman Abramovich, russisk oliemilliardær og ejer af Chelsea F.C..
- 1967 - Tina Siel, dansk sangerinde.
- 1985 - Wayne Mark Rooney, engelsk fodboldspiller.
- 1986 - Morten Pape, dansk forfatter.
- 1989 - Shenae Grimes, canadisk skuespillerinde.
- 1997 - Mie Højlund, dansk håndboldspiller.

### Dødsfald
- 1375 - Valdemar 4. Atterdag, dansk konge (født ca. 1320).
- 1601 - Tycho Brahe, dansk astronom (født 1546).
- 1914 - Gustav Wied, dansk forfatter (født 1858).
- 1945 - Vidkun Quisling, norsk forræder under 2. verdenskrig (født 1887) - henrettet.
- 1948 - Franz Lehár, østigsk-ungarsk komponist (født 1870).
- 1953 - Knud Ove Hilkier, dansk maler (født 1884).
- 1957 - Christian Dior, fransk modedesigner (født 1905).
- 1974 - David Oistrakh, ukrainsk violinist (født 1908).
- 1985 - Ladislo Biro, ungarsk opfinder (født 1899).
- 2002 - Lotte Tarp, dansk skuespiller og forfatter (født 1945).
- 2004 - Bent Noack, dansk teolog, forfatter og rektor (født 1915).
- 2005 - Rosa Parks, amerikansk politisk aktivist (født 1913).
- 2008 - Karen Margrethe Bjerre, dansk skuespiller (født 1942).
- 2016 - Freddy Fræk, dansk musiker og billedkunstner (født 1935).
- 2022 - Elisabeth Gjerluff Nielsen, dansk sanger og forfatter (født 1957).

|  | Denne datoartikel kan blive bedre, hvis der indsættes et (bedre) billede Du kan hjælpe ved at afsøge Wikimedia Commons for et passende billede eller uploade et godt billede til Wikimedia Commons iht. de tilladte licenser og indsætte det i artiklen. |